# Carol de Lotharingia Inferioară

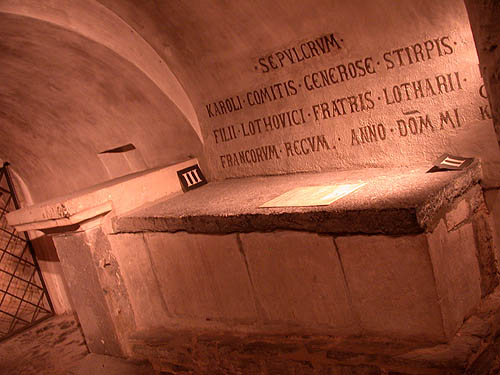
Mormântul lui Carol din basilica Sfântului Servatius din Maastricht

Carol de Lorena (n. 953, Laon–d. 993, Orléans) a fost descendent la a șasea generație din Carol cel Mare, devenit duce al Lotharingiei Inferioare din 977 până la 991.
Carol era fiul regelui Ludovic al IV-lea al Franței cu Gerberga de Saxonia și fratele mai tânăr al viitorului rege Lothar. Carol a fost exclus de la succesiunea pentru tronul Franței, iar împăratul romano-german Otto al II-lea l-a numit duce de Lotharingia în 977.
Este probabil ca tatăl său să îi fi acordat lui Carol puterile regale pentru Regatul de Arles (Burgundia), însă Lothar i le-a confiscat înainte de atingerea majoratului. În 977, Carol a acuzat-o pe soția lui Lothar, Ema, fiica lui Lothar al II-lea de Italia, rege al Italiei, de infidelitate cu episcopul Adalberon de Laon. Conciliul de la Sainte-Macre de Fismes (în apropiere de Reims) i-a exonerat pe regină și pe episcop, însă Carol și-a menținut acuzațiile și, ca urmare, a fost alungat din regat, găsindu-și refugiu la curtea vărului său, Otto al II-lea. Otto a promis să îl încoroneze pe Charles imediat ce Lothar ar fi fost eliminat, iar Carol i-a jurat credință, primind înapoi Lotharingia Inferioară, ca feud.
În august 978, Lothar a invadat Germania și a cucerit capitala imperială Aachen, însă a eșuat în a captura pe Otto sau pe Carol. În octombrie, Otto și Charles au răspuns prin atacarea Franței, devastând teritoriile din jurul orașelor Rheims, Soissons și Laon. În cel din urmă oraș, sediu principal al regilor Franței, Carol a fost încoronat de către episcopul Theodoric I de Metz. Lothar s-a retras la Paris, unde a fost asediat. Însă o armată de sprijin a lui Hugo Capet i-a constrâns pe Otto și Carol să ridice asediul în 30 noiembrie. Lothar și Hugo Capet au preluat din nou inițiativa, urmărindu-l pe regele Germaniei și pe vasalul său către Aachen și au recucerit Laon.
Dat fiind că era vasal al lui fratelui său Lothar, acțiunile lui Carol în numele lui Otto au fost considerate ca acte de trădare și a continuat să fie exclus de la tron. La moartea lui Lothar din 986, magnații l-au ales pe fiul acestuia,  Ludovic (ca Ludovic al V-lea), iar la moartea acestuia din 987, pe Hugo Capet. Astfel, Dinastia Capețienilor a preluat tronul Franței în condițiile dizgrației și ignorării drepturilor lui Carol. Căsătorie lui Carol cu fiica de joasă condiție a unui vasal al lui Ugo a fost un motiv suplimentar pentru oponenții săi pentru a-i renunța dreptul la tron. În scopul de a avea mână liberă în Franța, Carol a abdicat de la conducerea ducatului de Lotharingia, care a trecut sub regența fiului său mai mare Otto. Carol a deschis războiul împotriva lui Hugo Capet, chiar capturând Rheims și Laon. Cu toate acestea, în Joia Mare a anului 991 (26 martie), el a fost prins, ca urmare a perfidiei episcopului Adalberon, și trimis împreună cu cel de al doilea fiu al său, Ludovic ca prizonieri ai lui Hugo, în Orléans, unde el a murit după puțină vreme, în sau înainte de 993.
În 1666 mormântul lui Carol a fost descoperit în Bazilica Sfântul Servatius din Maastricht. Se pare că trupul său ar fi fost îngropat acolo abia în 1001, însă aceasta nu trebuie să coincidă cu data morții sale, așa cum presupun unii istorici.

## Familia
Carol s-a căsătorit mai întâi în 970 cu o fiică a lui Robert de Vermandois, conte de Meaux și de Troyes. A doua sa căsătorie a fost cu Adelaida, fiică a contelui Robert de Troyes, un vasal de joasă speță al lui Hugo Capet. Este posibil să fi avut ca a treia soție pe Bona, fiică a contelui Godefroi I de Verdun.
Copiii săi au fost:
- Otto, succesor ca duce de Lotharingia
- Adelaida
- Ermengarda, căsătorită cu contele Albert I de Namur
- Odo (d. 1012)
- Gerberga, contesă de Bruxelles, căsătorită cu contele Lambert I de Leuven
- Ludovic, care l-a urmat pe Carol în Franța și a murit în închisoare
- Carol (n. 989)

## Galerie de imagini

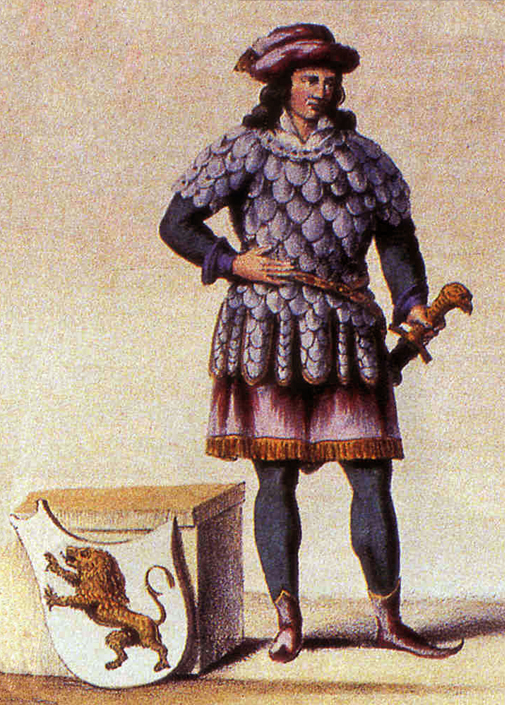
Litografie tipărită în jur de 1850, cu titlul „Întemeierea Bruxellesului, cca. 976”